# Antichiroides adamsi
Antichiroides adamsi är en skalbaggsart som beskrevs av Waterhouse 1886. Antichiroides adamsi ingår i släktet Antichiroides och familjen Rutelidae. Inga underarter finns listade i Catalogue of Life.